# 上海展览中心
上海展览中心（英語：Shanghai Exhibition Center）亦称上海展览馆，位于上海市中心静安区延安西路1000号，北靠南京西路，南面延安路高架，东起威海路林村，西到铜仁路。上海展览中心现有展览面积2.2万平方米，大小40多个多功能会议室和会议厅。南部是以序馆、中央大厅、东一馆、西一馆和西二馆所组成的展览区，北部是以友谊会堂和东二馆组成的会议区。
上海展览中心建成于1955年，原名“中苏友好大厦”，是上海的代表性建筑之一，也是1950年代上海市建造的首座大型建筑和上海的第一个展览馆，中心部分模仿莫斯科全联盟农业展览馆主楼及圣彼得堡的海军部大厦中央塔楼，与北京展览馆一样同属俄罗斯古典主义建筑风格。曾评为「1949－1989 上海十大建筑」。
上海展览中心所在地原为英籍犹太人哈同的私人花园爱俪园，俗称哈同花园，哈同与其夫人罗迦陵相继去世后，太平洋战争爆发，被进入公共租界的日军侵占，几经战乱哈同花园逐渐荒废。1954年，上海市政府在废墟上开始建造中苏友好大厦的工程，建成后由於中苏交惡，曾经多次易名，不過建成以后在经济，政治，科技等方面一直发挥着巨大的作用，1984年改革開放期間，終於正式定名为上海展览中心，不但承办了许多国内外重要的展览会，也是一些政府工作会议举办场所。在2011年上海两会搬至世博中心前，上海展览中心还是上海市人大和上海市政协的开会地点。2004年起，上海展览中心成為上海书展的主會場。

## 历史

### 哈同花园
英籍犹太人欧司・爱・哈同（Silas Aaron Hardoon，1849－1931年），利用担任公共租界工部局、法租界公董局董事之职，在西摩路、静安寺路、长浜路一带，低价收买土地170余亩，1904年，在涌泉浜（现南京西路）建造私人花园，1910年竣工，花园以欧司・爱・哈同与妻子罗俪蕤（罗迦陵）的名字中各取一字命名，称为爱俪园，也称为哈同花园。花园设计仿造《红楼梦》里所写的大观园为主，西式为辅。分内园与外园，内园有黄海涛声、天演界剧场等，外园有渭川百亩、大好河山、水心草庐等三大景区，园中建有三个主厅、两座楼阁、十八座亭阁，其间有佛塔、石舫、观云台、假山、池塘和花圃，全园景点不下二十余处。爱俪园到1917年扩充为二百多亩。在相当长一段时间内是上海园林中的代表精品。哈同在此度过二十余年晚年生活，直至他在1931年去世。1941年，罗迦陵去世，同年太平洋战争爆发，爱俪园（哈同花园）被日军侵占作为营地，园内建筑被破坏殆尽，期间还曾历遭数次火灾，至1945年，偌大的园林仅剩几间洋房而已。

#### 仓圣明智大学
1915年，哈同在爱俪园内设立了仓圣明智大学，仓圣是指中国传说中创造汉字的圣人仓颉。学生从膳食、住宿到学杂费全部由学校提供，先设小学、中学，后来又增设了大学和女校。1916年，园内成立了广仓学会。学校与学会，均以研究中国古代文字、古董和典章制度为宗旨。康有为、陈三立、王国维、章一山、费恕皆、邹景叔等学者都曾在这里作教书、编撰和研究工作。

#### 交往
哈同交友甚广，各界名流都曾经是哈同花园的座上佳宾，有盛宣怀、罗振玉、章太炎、蔡元培、陈炯明、杨善德、卢永祥、何丰林等。孙中山，徐悲鸿曾在哈同花园居住过，徐悲鸿与第二任夫人蒋碧微女士在这里相识，章太炎与夫人汤国梨的婚礼也是在哈同花园举行的。

### 中蘇友好大廈
由於無人看管，以及戰時日軍和戰後當地民衆的侵蝕破壞，到1949年5月解放军進入上海時哈同花園已經幾乎成爲廢墟。此时哈同的繼承人逃離上海，因此新的上海市政府征收了花園。
中华人民共和国成立后的中苏结盟时期，爲了表達對蘇聯的敬仰，中共中央決定在1955年在上海舉行展覽，展示蘇聯在十月革命之後的37年終取得的經濟和文化成果。1953年，哈同花園被選為此次展覽的會址，政府決定在此建造新的展覽館。1954年5月4日，中苏友好大厦开始建造。1955年3月5日，中苏友好大厦建成。建築顶端的红色五角星距地约114米，比当时上海最高的建筑物国际饭店还要高出20米。蘇聯十月革命37周年展覽於1955年3月15日至5月15日在此舉辦。

### 上海展览馆
1956年，大廈第一次作爲政治會議會址使用：中共上海市委第一次大會在此舉辦。直到2011年上海兩會改爲在世博中心舉辦，大廈一直是上海市人大和政協的會址，因此大廈實際上長期擔任著上海市的議會大廈的功能。1959年7月29日，中共上海市委决定，在中苏友好大厦举办一个常设的上海工业展览会。据有关资料显示，在20世纪50、60年代上海所兴建的楼宇都不得超过中苏友好大厦塔樓上的紅星是一个在上海城市規劃中不成文的规定。
由于中蘇交恶，1968年5月11日中苏友好大厦改名，1978年9月20日上海工业展览会举办期间改名为上海市工业展览馆。改为上海展览馆後，“上海展览馆”和“上海市工业展览馆”兩個名字開始同時被用來稱呼此建築。1983年12月31日，上海市人民政府决定建立上海展览馆扩建工程筹备工作领导小组办公室。1984年6月9日，将上海展览馆、上海市工业展览馆和上海展览馆扩建工程筹备工作领导小组办公室这3个事业单位，合并成上海展览中心並正式定名，大廈因此開始稱爲“上海展览中心”。
2001年，上海展览中心进行大修，工程总预算达2.9亿元人民币。光是所需的黄金就有近5000克。2002年2月，整修完毕。此次整修后，大廈的展覽區集中在南面部分，北部則是會議區。2005年，入选上海市第四批优秀历史建筑。2021年，上海展览中心再次進行大修。

## 建筑特色

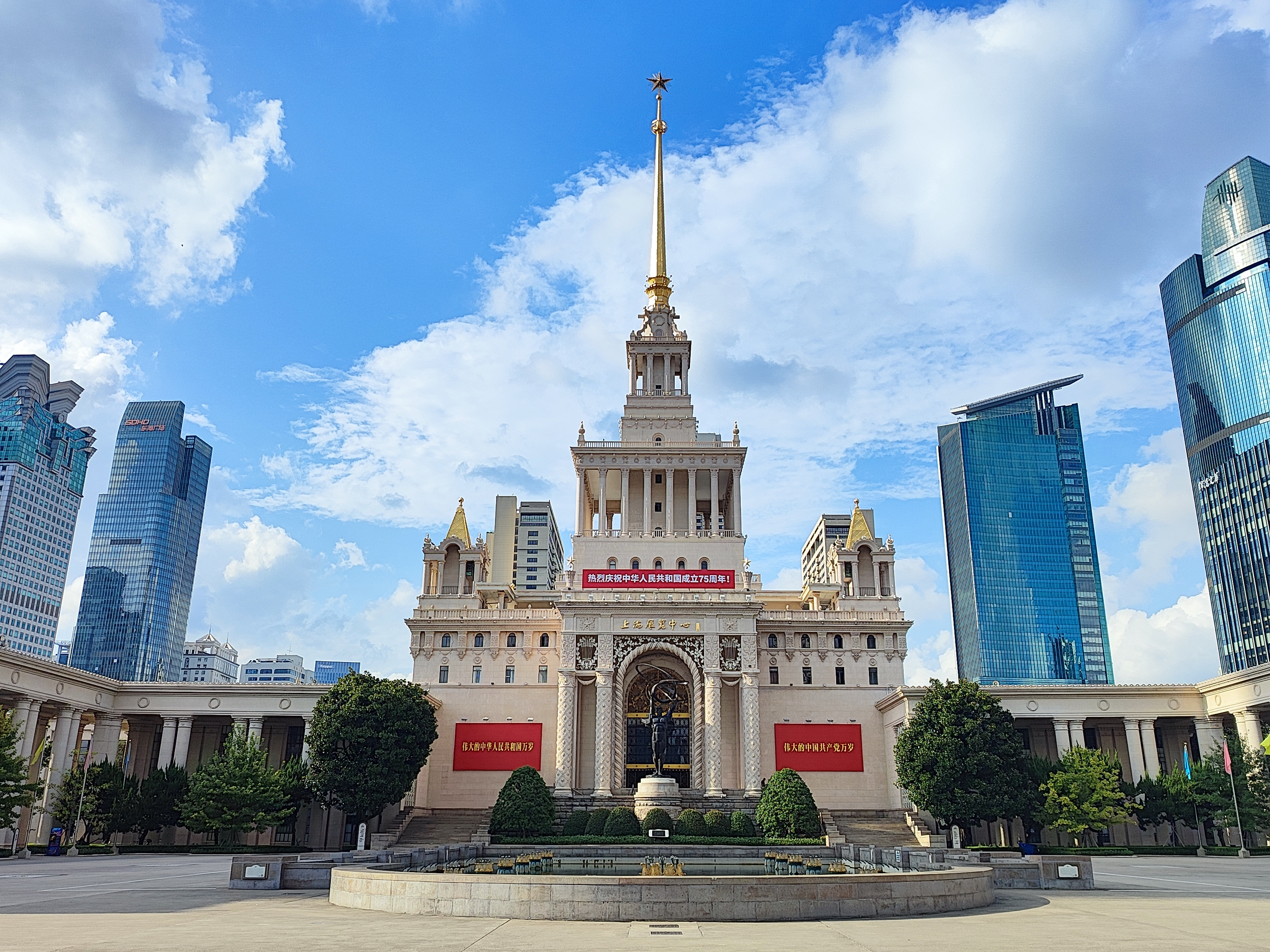
上海展览中心的中心塔楼

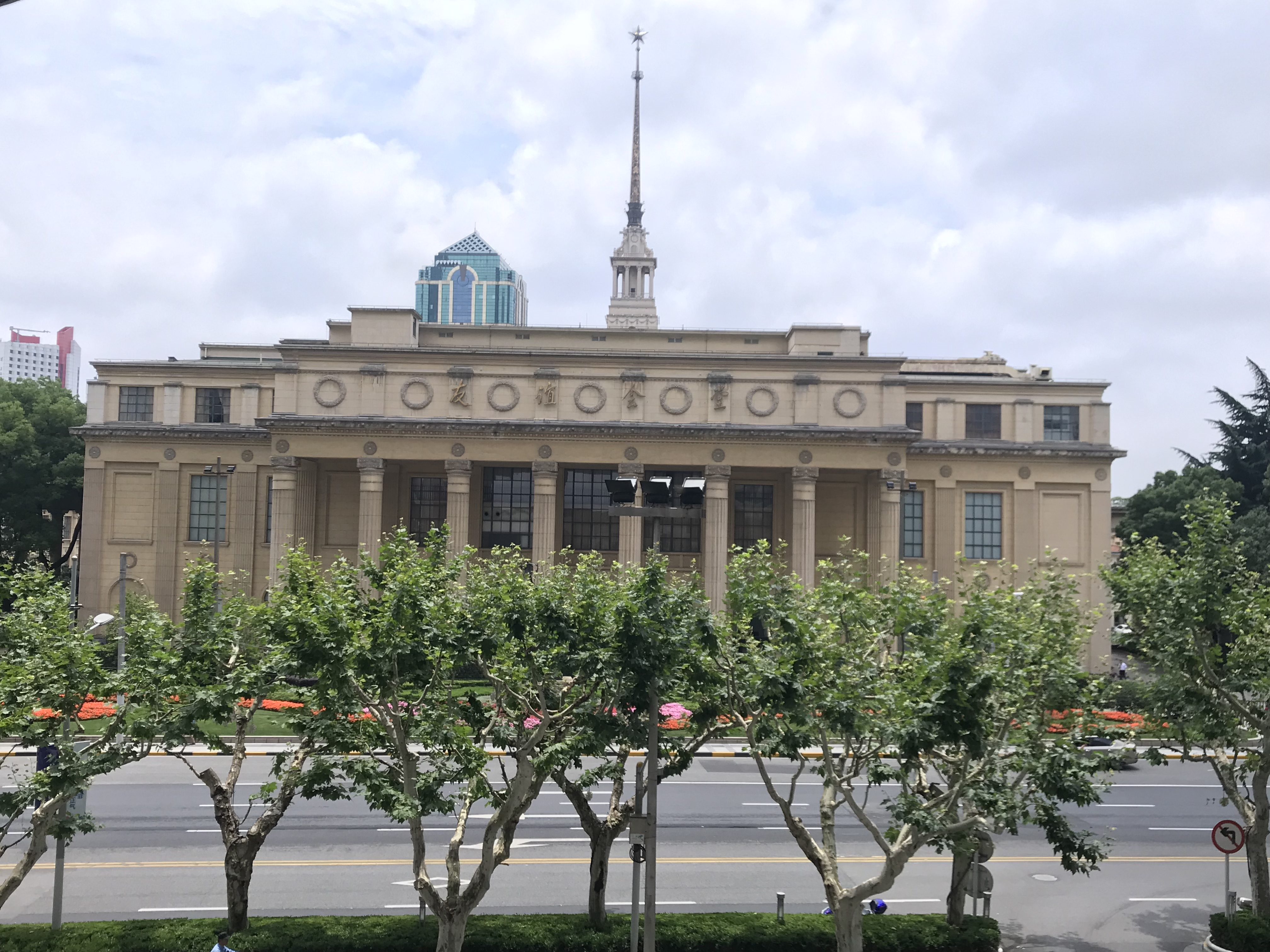
展馆背面友谊会堂

上海展览中心共占地93,000平方米，其中建筑面积80,000平方米。中苏友好大厦当时共有40多个大型展厅占地面积计22万平方米。
大厦的聚焦點是104米高的中心塔樓，設計仿莫斯科全联盟农业展览馆主楼及聖彼得堡海軍部大樓，上竖镏金钢塔，尖顶上有一红星。中心塔樓是南面主立面的中心，主立面從延安路街面後移，形成一個較大的廣場。中心塔樓的底部是圓頂的前廳，原稱“中央大廳”（現稱“前廳”），連接南部展覽區建築的三翼。從前廳往東、西分別有走廊連接東、西翼樓。兩座翼樓包圍了廣場的東、西兩面。這兩翼建造時分別是“農業館”和“文化館”，現在作爲展覽空間使用。兩翼樓内部建有宏大的樓梯引導來客往來各層樓。兩翼樓之間的廣場上有長方形的水池和音樂噴泉。
中心前廳的北面是建築群中最大的一部分，其中央是46米寬，84米長的矩形大廳，上有跨度達30米的薄壳弧拱屋顶，箱形基础，现浇钢筋混凝土结构。此大廳原來是“工業館”的主要展廳，現在稱爲“中央大廳”。中央大廳兩旁是兩座方庭形建築，原來也是工業館的一部分，現在作爲展覽和會議設施使用。
原工業館再往北是原“電影院”樓，現在稱爲“友誼大廳”。這裡現在是會議設施，是整個建築群的北端，其北向立面是柱廊設計的副立面，面向南京路。這一部分包括一座電影院或劇場，其下方是飯廳（原來是咖啡廳）。
建筑另一个特点就是大厦使用了很多俄罗斯风格的装饰构件和黄金等贵重材料。塔的基部还曾经塑有一座巨大的雕像。雕像为中苏两个工人举着锤子，象征中苏友谊。但在20世纪60年代中苏关系破裂后被拆除。

## 交通线路
- 上海地铁
  -  █ 2号线、 █ 7号线、 █ 14号线：静安寺站4號口徒步10分钟
- 上海公交
  - 20路
  - 21路
  - 24路
  - 41路
  - 48路
  - 49路
  - 71路

## 附近
- 静安寺
- 锦沧文华大酒店
- 上海恒隆广场
- 马勒住宅
- 上海商城
- 璞丽酒店